# 拉刻代蒙
拉刻代蒙（Lacedaemon，希臘文：Λακεδαίμων）是希臘神話中的一位斯巴達國王。斯巴達的古稱，拉刻代蒙，即源自於他的名字。
拉刻代蒙是宙斯與寧芙塔宇革忒的兒子。傳說拉科尼亞國王歐羅塔斯將女兒斯巴達許配給他，拉刻代蒙與斯巴達生下阿米克拉斯與歐律狄刻兩個孩子。歐律狄刻嫁給了阿克里西俄斯，成為英雄珀爾修斯的祖母。拉刻代蒙去世後阿米克拉斯繼任為斯巴達國王。